# Río Mira
Río Mira – rzeka w Ameryce Południowej. Przepływa przez tereny południowej Kolumbii (Nariño) oraz północnego Ekwadoru (Prowincja Esmeraldas, Carchi, Imbabura). Przez część drogi wyznacza naturalną granicę między obu państwami. Do rzeki wpływa wiele pomniejszych cieków, m.in. Río de la Plata.